# Rodolfo Salinas
Rodolfo Salinas Ortiz (* 29. August 1987 in Gómez Palacio, Durango) ist ein mexikanischer Fußballspieler, der vorwiegend im Mittelfeld agiert.

## Laufbahn
Salinas begann seine Profikarriere beim San Luis FC, für den er sein Debüt in der mexikanischen Primera División am 21. Januar 2007 im Aztekenstadion von  Mexiko-Stadt in einem Spiel gegen den Club América bestritt, das 1:4 verloren wurde.
Nach 67 Punktspieleinsätzen für San Luis, in denen Salinas drei Treffer erzielte, wechselte er im Sommer 2010 zum Ligakonkurrenten Santos Laguna, bei dem er bis Sommer 2015 unter Vertrag stand. Für die Guerreros bestritt Salinas 129 Punktspieleinsätze, in denen er sechs Tore erzielte. In den Spielzeiten Clausura 2012 und Clausura 2015 gewann er mit Santos Laguna zweimal die mexikanische Fußballmeisterschaft und dazwischen in der Apertura 2014 auch den Pokalwettbewerb.
In den Spielzeiten 2015/16 und 2016/17 stand Salinas bei Atlas Guadalajara unter Vertrag. Anschließend wechselte er zum Celaya FC.

## Erfolge
- Mexikanischer Meister: Clausura 2012, Clausura 2015
- Mexikanischer Pokalsieger: Apertura 2014